# Eixo Monumental
O Eixo Monumental é uma longa avenida que se localiza no centro do Plano Piloto de Brasília, a capital do Brasil. Foi inaugurada com a cidade, no dia 21 de abril de 1960. Estende-se por dezesseis quilômetros, fazendo a ligação entre a antiga Rodoferroviária de Brasília, hoje ocupada por órgãos e secretarias distritais, no extremo oeste, e a Praça dos Três Poderes, no extremo leste, perto do Lago Paranoá.
Foi criado por Lúcio Costa em seu projeto para o Plano Piloto, onde já é chamado Eixo, apesar de por vezes ter sido de Avenida Monumental. O Eixo Monumental é um dos dois grandes eixos da proposta de Lúcio que fazem o formato do Plano Piloto, sendo o Eixo Rodoviário, o popular Eixão, o outro. Os dois eixos se cruzam na Rodoviária do Plano Piloto, que por isso é considerada o local do Marco Zero de Brasília. É conhecido popularmente como o "corpo do avião", conforme a errônea crença popular que a cidade teria sido projetada com esse formato.
Conforme o planejado, a avenida reúne boa parte dos principais edifícios governamentais brasileiros, incluído as sedes do executivo, legislativo e judiciário na Praça dos Três Poderes e os dezesseis edifícios dos ministérios. Também ficam na avenida diversos equipamentos culturais e esportivos, áreas de lazer e outros prédios institucionais. Seu largo canteiro central recebe feiras, espetáculos, competições, protestos, entre outros eventos.

## História

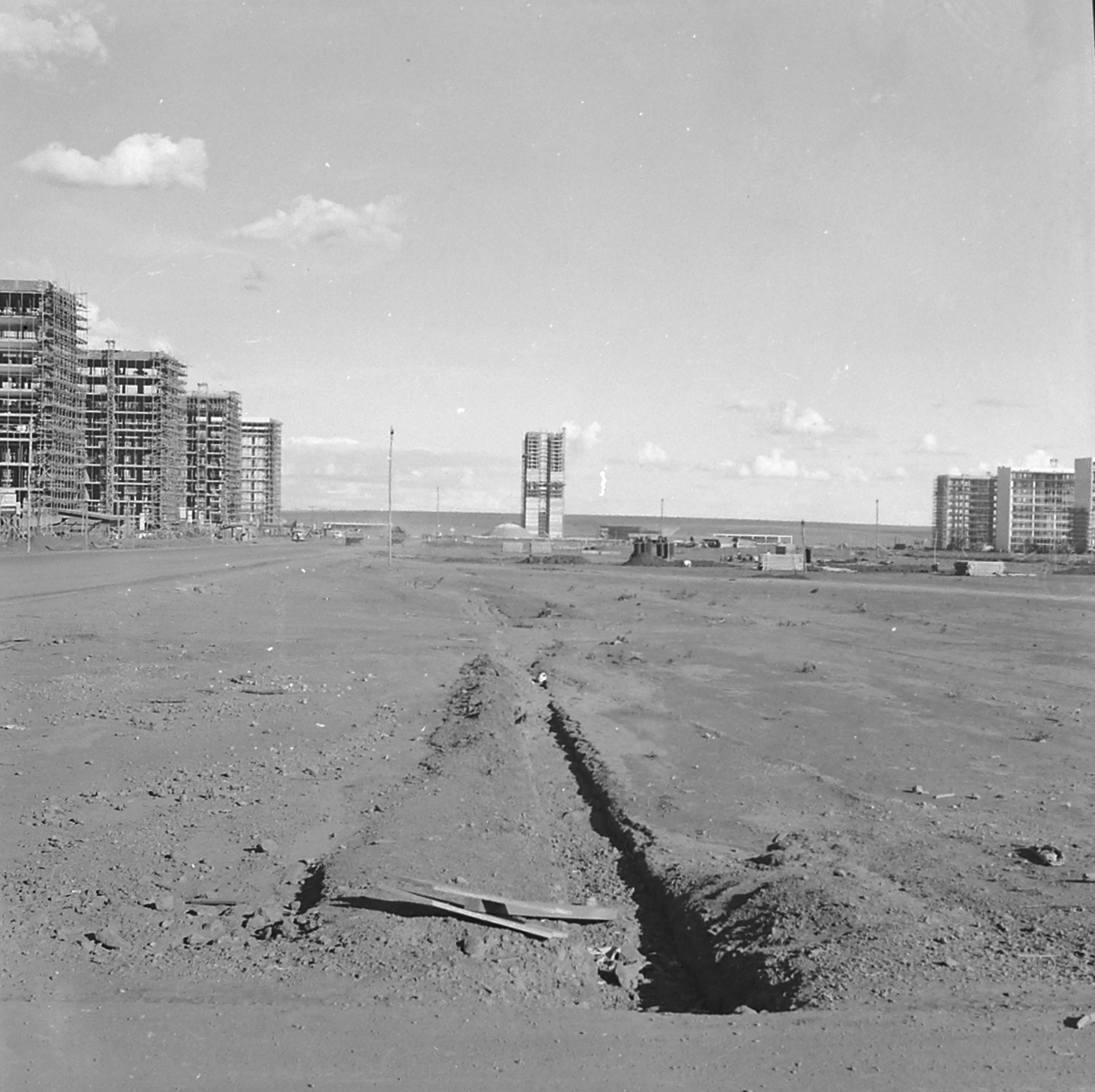
O Eixo Monumental sendo construído na altura da Esplanada dos Ministérios. Imagem do Arquivo Nacional.

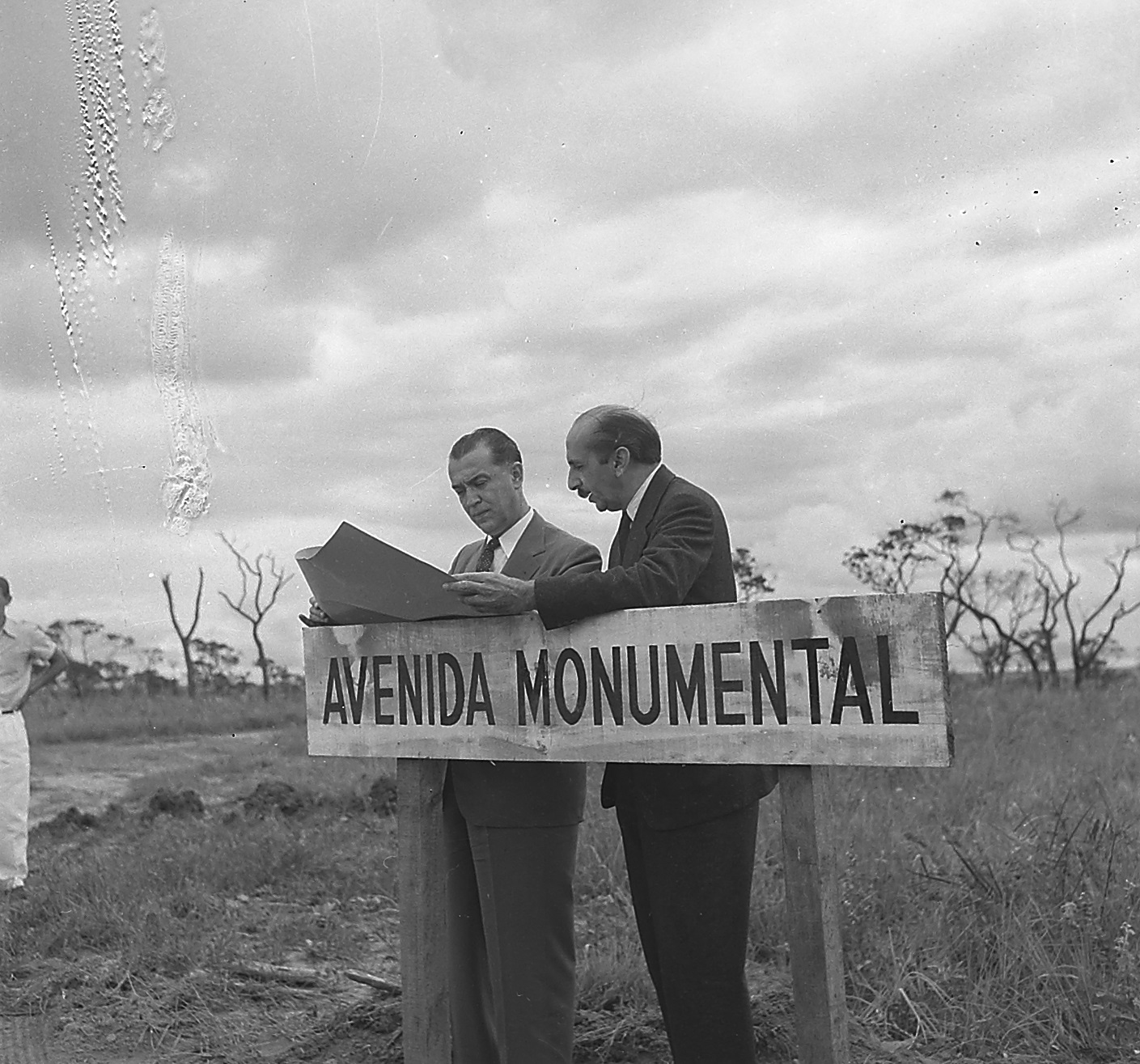
Juscelino Kubitschek visita as construções, acompanhado de Lúcio Costa, 1957. Arquivo Nacional

O Eixo Monumental surge junto como a proposta urbanística de Lúcio Costa para o Plano Piloto, entregue a comissão do Concurso do Plano Piloto da Nova Capital do Brasil em 1957. No relatório justificativo, que foi considerado um fator decisivo para a vitória, Lúcio descreve como chegou ao desenho: no item 1, ele faz uma cruz, segundo ele, um "gesto primário de quem assinala um lugar ou dele toma posse". Apesar do Eixo Monumental ser conhecido pela população como o "corpo do avião" devido a uma crença popular de que o Plano Piloto foi feito com um formato de uma aeronave, Lúcio colocou no relatório que pensou em uma cruz, e além disso, o nome Plano Piloto não foi criação dele, sendo um termo comum para planos gerais do urbanismo moderno.
Nos itens seguintes, ele curva um dos eixos e justifica sua escolha para que aquele seja o eixo residencial do projeto, deixando o eixo que permaneceu reto como o "eixo monumental do sistema", chamando a avenida por seu nome pela primeira vez. Os dois teriam funções opostas e complementares: o eixo residencial ficaria para a vida cotidiana e bucólica, e o eixo monumental, como o nome sugere, ficaria com os grandes palácios monumentais, que simbolizariam a capital, as instituições e o próprio Brasil, sendo por isso mais aberto e tendo vocação turística.
Após focar nos detalhes do eixo rodoviário, ele retorna ao eixo monumental no item 9, onde descreve as ideias para a Praça dos Três Poderes, os setores militares e culturais e para a Esplanada dos Ministérios, pensada como um mall - termo inglês para largas avenidas, como a Las Vegas Strip ou o National Mall de Washington, D.C. Outras inspirações citadas no documento são a Piccadilly Circus, de Londres, a Times Square de Nova Iorque e a Avenida Champs-Élysées, de Paris.
Além de ter desenhado a cidade, Lúcio Costa também desenhou duas obras arquitetônicas - as únicas dele, já que os prédios ficaram a cargo de Oscar Niemeyer - localizadas no Eixo Monumental: a Rodoviária do Plano Piloto, o centro do projeto urbano, no cruzamento dos dois grandes eixos; e a Torre de TV de Brasília.
O Eixo Monumental foi inaugurado junto com a cidade em 21 de abril de 1960, recebendo diversos eventos no três dias de celebrações. Apesar disso, diversas atrações da avenida não foram entregues com a cidade. A Torre de TV, por exemplo, ficou pronta apenas em 1967, e o Jardim Burle Marx foi terminado apenas na década de 2010.

## Patrimônio urbanístico
Em 1987, a cidade se tornou a mais nova a se tornar Patrimônio Histórico da Humanidade, a única cidade modernista com esse título. O reconhecimento pela UNESCO acabou sendo importante para a preservação do Plano Piloto, já que o tombamento em nível mundial foi o primeiro recebido pela cidade. Para ganhar o título, a Lei n° 3 751, de 13 de abril de 1960, foi regulamentada, e nele estão presentes as quatro escalas de vida em Brasília - uma delas, a monumental, relacionada ao poder, que compreende o Eixo Monumental. O Eixo Monumental, no trecho entre a Praça dos Três Poderes e o Palácio do Buriti, foi tombado nacionalmente pela Portaria nº 314, de 8 de outubro de 1992 , do Instituto do Patrimônio Histórico e Artístico Nacional (IPHAN), com o artigo 3º tratando especificamente da via.
Na maior parte da via, o Eixo Monumental tem seis faixas de tráfego em cada sentido e 250 metros de largura - um pequeno trecho, a leste do Congresso, fica menor, com três faixas em cada sentido e uma central de divisão - já tendo sido considerado pelo Guinness Book como a avenida mais larga do mundo. Estas são as vias centrais do conjunto de vias leste-oeste do Plano Piloto, cujo nome vem da posição em relação ao Eixo Monumental (N ao norte, S ao sul) e o número aumenta conforme o afastamento - com as próprias pistas do Eixo sendo as primeiras, e por isso denominadas N1 - a pista norte, em sentido leste-oeste - e S1, a pista sul, no sentido oeste-leste. A velocidade máxima é de 60 quilômetros por hora. N1 e S1 são unidas por diversos retornos e quatro vias - a Avenida das Jaqueiras, a W3, o Eixo Rodoviário e a L2 - cruzam o Eixo Monumental em todo o seu trajeto.
Os edifícios da Esplanada dos Ministérios foram concebidos pelo arquiteto Oscar Niemeyer, que também projetou diversos edifícios ao longo da via, sendo que os projetos estruturais da catedral, dos palácios e vários outros prédios ficaram a cargo do engenheiro calculista Joaquim Cardozo. A via em si foi projetada pelo urbanista Lúcio Costa, e o paisagismo do Eixo Monumental foi projetado por Burle Marx.

### Eixo Monumental Oeste
A parte mais a oeste do Eixo Monumental parte da Estrada Parque Indústria e Abastecimento (EPIA), também chamada DF-003. Ao norte da N1 fica o Setor Militar Urbano, e ao sul da S1, a área residencial do Cruzeiro Velho. O primeiro cruzamento de vias no Eixo, para quem vem do oeste, é a Avenida das Jaqueiras, que segue no Setor Militar e divide, ao sul do Eixo, o Cruzeiro do Sudoeste. Esse é o único trecho que o Eixo Monumental passa perto de uma área fora da Região Administrativa do Plano Piloto e é muitas vezes considerado uma extensão do Eixo Monumental "turístico", que vai até a Praça do Cruzeiro. As vias seguem ladeando o Setor Militar e o Sudoeste até a Praça do Cruzeiro. Nesse trecho o canteiro central é ocupado apenas por uma construção, a Catedral Militar Rainha da Paz. A Praça do Cruzeiro é o ponto mais alto do Plano Piloto. Perto dela se encontram o Memorial JK e o Memorial dos Povos Indígenas. Ambas os prédios, e também a Catedral Militar, são obras de Oscar Niemeyer.

### Zona Cívico-Administrativa
A porção seguinte é dedicada aos órgãos do Governo do Distrito Federal, único do Brasil que tem características municipais e estaduais ao mesmo tempo. O Palácio do Buriti, sede executiva do governo distrital, fica ao norte da N1, e o Tribunal de Justiça do Distrito Federal e dos Territórios e a sede da Câmara Legislativa do Distrito Federal ficam ao sul da S1. A Praça do Buriti, entre o palácio e o tribunal, ficam no canteiro central. Os principais prédios e a praça foram projetados por Nauro Esteves.

### Setor de Divulgação Cultural
O trecho a oeste da Torre de TV, chamado oficialmente Setor de Divulgação Cultural, é o de canteiro mais largo em toda a avenida. Fazem parte do setor o Centro de Convenções Ulysses Guimarães, o Planetário de Brasília, o Clube de Choro de Brasília e o Complexo Cultural Funarte. Os dois primeiros são projetos de Sérgio Bernardes, e os outros dois, de Niemeyer. O projeto original de Niemeyer para a área previa sete prédios, e ainda há muitas áreas vagas.
Ao norte da N1 fica o Complexo Poliesportivo Ayrton Senna, com o Estádio Nacional de Brasília Mané Garrincha ficando a beira da via. Ao sul da S1 fica o Parque da Cidade Dona Sarah Kubitschek.

### Esplanada da Torre de TV
Nessa esplanada fica a Torre de TV de Brasília, a estrutura mais alta da cidade e de todo o Centro-Oeste do Brasil. No entorno dela fica o Jardim Burle Marx, e a região também recebe a Feira da Torre e conta uma grande fonte. A via W3 atravessa o eixo na metade da esplanada, na região dos Setores Hoteleiros, que ficam ao norte e ao sul das pistas do Eixo Monumental.

### Rodoviária e Setor Cultural Norte e Sul
O Eixo Rodoviário e o Monumental se encontram pouco antes da Esplanada dos Ministérios. O encontro se dá na Rodoviária do Plano Piloto, e o Eixo Monumental passa por baixo do "eixão". Nessa área também fica a  Estação Central do Metrô do Distrito Federal. Dois shoppings ficam em cada lado, na N1 e na S1. A última via que atravessa o Eixo é a L2. Entre o eixo rodoviário e a L2 ficam o Complexo Cultural da República, entre a S1 e a S2, e o Teatro Nacional, entre a N1 e a N2, nos Setores Culturais Sul e Norte, respectivamente.

#### Esplanada dos Ministérios
A Esplanada dos Ministérios compreende o trecho gramado entre os dezessete blocos idênticos dos ministérios é o mais reconhecido do Eixo Monumental. Enquanto a N1 tem dez prédios, a S1 tem sete deles, com o espaço restante ficando para a Catedral Metropolitana de Brasília e a sede da Cúria. Além dos blocos, existem outros dois prédios ministeriais diferentes, ficando ao leste dos blocos, o Palácio da Justiça, na N1, e o Palácio Itamaraty, na S1, sedes dos Ministérios da Justiça e das Relações Exteriores, respectivamente. O canteiro central é um gramado que vai até a sede do Congresso Nacional do Brasil.

#### Praça dos Três Poderes e final
A N1 e o trecho mais ao leste da S1 passam ao lado do Palácio do Congresso Nacional, que fica entre elas. Na Praça dos Três Poderes, a S1, ao invés de seguir paralela a N1 em direção a frente do Palácio do Supremo Tribunal Federal, dobra em direção ao Palácio do Planalto, ficando entre o prédio do Congresso e a praça, e dobra novamente se juntando a N1 na frente da sede do executivo. Assim, a N1 se torna uma via de mão dupla com sete faixas - três em cada direção e uma no meio, sem tráfego, separando as duas - permanecendo assim até o final da via. Esse é o único trecho onde a avenida não tem as duas faixas em paralelo. Nesse trecho final, a N1 margeia o Bosque dos Constituintes, onde ficam algumas construções, como o Panteão da Pátria e da Liberdade, na Praça dos Três Poderes, apesar de Lúcio Costa ter colocado a região como livre de edificações no projeto do Plano Piloto.
A N1 termina em um entroncamento com a Via L4, também conhecida como Estrada Parque das Nações, Avenida das Nações ou DF-004. No mesmo entroncamento é possível seguir para o leste na N1 Leste ou para o Setor Palácio Presidencial na Via Palácio Presidencial.

## Eventos
|                                                         |  |                                                |
| Um carro de Fórmula 1 em evento de demonstração na via. |  | Protestos contra o presidente Fernando Collor. |

O gramado da Esplanada dos Ministérios recebe, anualmente, a festa de réveillon de Brasília, eventos de carnaval e festividades como o aniversário da cidade. É comum a realização de espetáculos, eventos esportivos e culturais no local, uma área grande e aberta. Aconteceram ali grandes espetáculos, como a gravação do álbum Nos Braços do Pai da banda gospel Diante do Trono, que reuniu cerca de um milhão e duzentas mil pessoas em 2002, e o concerto do RBD em 2008, gravado para o DVD Live in Brasília, que teve um público de mais de quinhentas mil pessoas no evento de aniversário da cidade.

## Propostas para a área

### Complexo Cultural da República
O complexo, que atualmente é formado por dois prédios, o Museu Nacional e a Biblioteca Nacional, tem previstas a construção de uma sala para concertos sinfônicos, uma ópera, um auditório para música de câmara e possivelmente mais outros dois edifícios voltados a cultura. Entretanto, poucas iniciativas para completar o Complexo aconteceram até hoje.

### Museu da Ciência e Tecnologia
O Museu da Ciência e Tecnologia de Brasília teve edital para o projeto feito em 2017, mas ainda não saiu do papel. Terá área total de 20 mil metros quadrados e ficará perto do Planetário de Brasília.

### Exploração imobiliária do oeste do eixo
Um centro financeiro e residencial está sendo estudado pelo Governo do Distrito Federal no oeste do Eixo Monumental, numa área sob guarda das Forças Armadas, sob a justificativa de criar um polo de desenvolvimento na região, que ficou praticamente vazia, e evitar tentativas de invasão.

### Museu da Bíblia
Também na região oeste do eixo fica a área onde está prevista a construção do Museu da Bíblia. A área do museu será de 3 690 metros quadrados, num terreno de quinze mil metros quadrados reservado para isso desde 1995, e o governo distrital espera que o museu receba cerca de 100 mil visitas por ano. Os esboços do projeto teriam sido feitos por Oscar Niemeyer em 1987. Foram divulgadas na mídia informações que o desenho tenha tido inspiração na Bíblia aberta ou em um museu similar em Washington, mas o bisneto de Niemeyer e coautor do projeto Paulo Sérgio Niemeyer desmentiu ambas.
O projeto, no entanto, tem suscitado polêmicas: a Fundação Oscar Niemeyer, gerida pela neta do arquiteto, Ana Lucia Niemeyer, não reconhece a autoria da obra, assim como o Conselho de Arquitetura e Urbanismo do Distrito Federal (CAU/DF), que afirmou que a autoria não pode ser baseada apenas em esboços e não se pode fazer um registro de responsabilidade técnica de um arquiteto falecido. Outras preocupações vem da questão da preservação do Conjunto Urbanístico de Brasília, que é tombado e do qual faz parte o Eixo Monumental, e por isso obras precisam passar por um processo de discussão com a sociedade e com entidades como o IPHAN.

### Obelisco e Praça da Soberania
Em 2009, perto do final de sua vida, Oscar Niemeyer fez o que é considerado por muitos o projeto mais polêmico de toda a sua carreira. O projeto consistia na construção de uma praça no meio da Eixo Monumental com 3000 vagas de estacionamento e um obelisco de mais de 100m de altura, o que claramente feria o tombamento da cidade. Em conformidade ao Patrimônio Histórico de Brasília, o IPHAN vetou o projeto.